# Ернест Мучі
Ернест Мучі (алб. Ernest Muçi, нар. 19 березня 2001, Тирана, Албанія) — албанський футболіст, нападник турецького клубу «Бешикташ» та національної збірної Албанії з футболу.

## Ігрова кар'єра

### Клубна
Ернест Мучі є вихованцем столичного клубу «Тирана». 2 вересня 2018 року він зіграв перший матч в основі команди у чемпіонаті Албанії. І в першому ж матчі відмітився забитим голом. У 2020 році Мучі брав участь у матчах кваліфікації Ліги чемпіонів та Ліги Європи.
У лютому 2021 року контракт футболіста викупила польська «Легія». І одразу після підписання контракту з варшавським клубом Мучі дебютував у чемпіонаті Польщі. Восени 2021 року Мучі у складі «Легії» грав у груповому етапі Ліги Європи.

### Збірна
З 2018 року Ернест Мучі виступав за юнацьку та молодіжну збірні Албанії. 15 листопада 2021 року у матчі проти команди Андорри Мучі зіграв першу гру у складі національної збірної Албанії.

## Титули і досягнення
Тирана
- Чемпіон Албанії (1): 2019–20

Легія
- Чемпіон Польщі (1): 2020–21
- Володар Кубка Польщі (1): 2022–23
- Володар Суперкубка Польщі (1): 2023

Бешикташ
- Володар Кубка Туреччини (1): 2023–24
- Володар Суперкубка Туреччини (1): 2024